# Noe Zhordania
Noe Zhordania (en Idioma georgiano: ნოე ჟორდანია, también transliterado como Noe Jordania) (Lanchjuti, 2 de enero de 1868 - París, 11 de enero de 1953) fue un periodista y destacado político menchevique georgiano, y el segundo presidente de la República Democrática de Georgia desde 1918 hasta la invasión soviética en 1921. Luego de esto se trasladó a Francia, desde donde dirigió el Gobierno en el exilio hasta su muerte en 1953.

## Primeros años
Nació en 1868, siendo hijo de un pequeño propietario de familia noble de Lanchjuti, en Guria. Se graduó del Seminario Teológico de Tiflis, luego de lo cual ingresó al Instituto Veterinario de Varsovia. En Varsovia entró en contacto con el movimiento marxista.

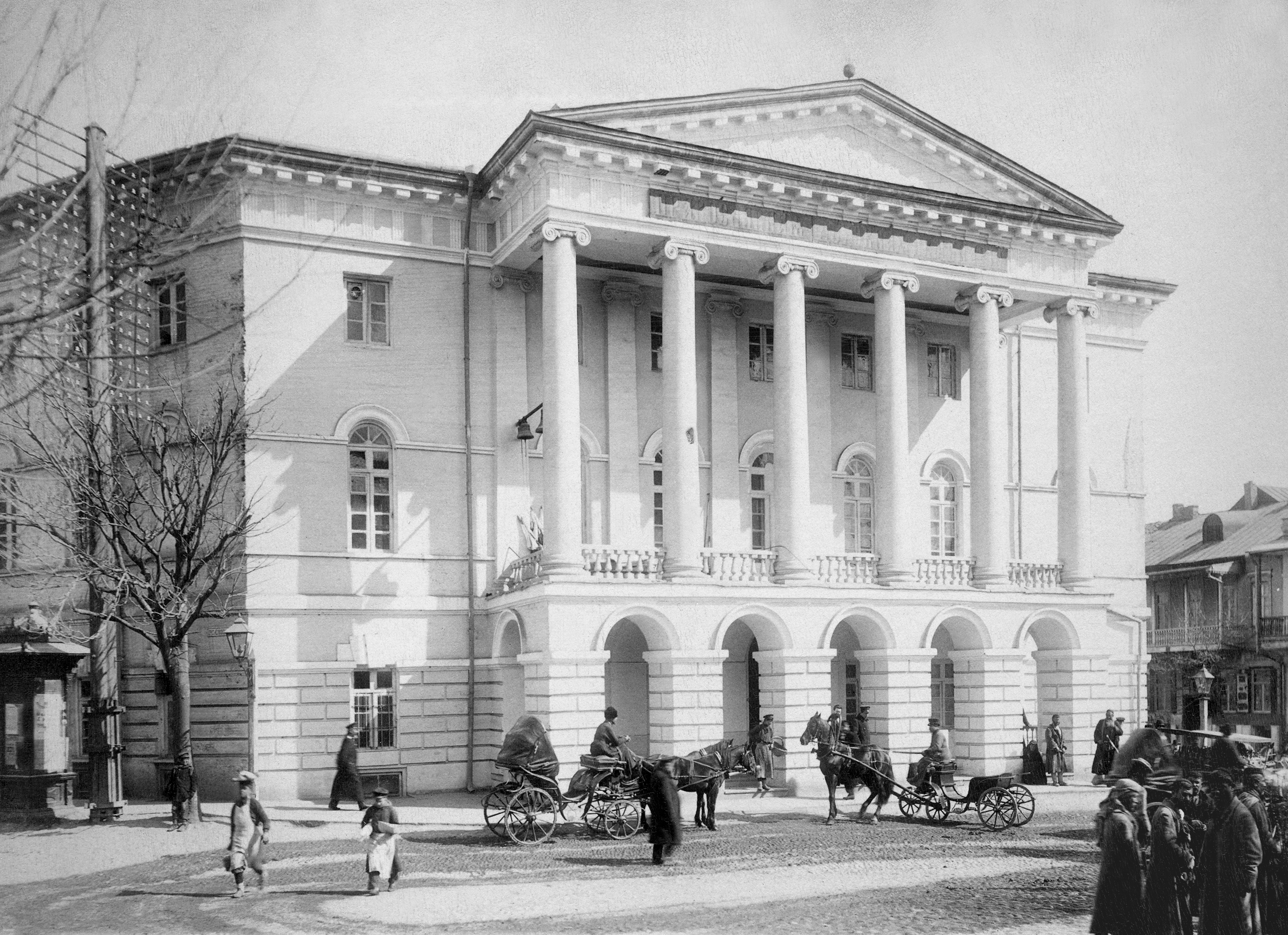
El seminario ortodoxo de Tiflis a comienzos del, donde Zhordania cursó sus primeros estudios antes de trasladarse a Varsovia.

A su regreso a Georgia, en 1892, junto con otros intelectuales georgianos de cultura rusa, convocó la primera conferencia de marxistas georgianos en la localidad de Zestaponi. En esta década se convirtió en el líder de esta agrupación, conocida como Mesame Dasi («el Tercer Grupo»), la primera organización marxista legal en Georgia. La formación redactó un programa de oposición a la autocracia zarista y favorable al establecimiento de la democracia en Georgia, logrando gran respaldo popular. La formación abogaba también por acabar con la posición subordinada de los georgianos, el proletariado de las ciudades del territorio, frente a la población rusa y armenia, defendiendo la abolición de la autocracia rusa y de la clase media armenia.
En 1894 fue juzgado por autoridades rusas por su participación en la «Liga para la Liberación de Georgia». Elegido delegado al II Congreso del Partido Obrero Socialdemócrata de Rusia, se unió a la facción menchevique, siendo su principal dirigente en el Cáucaso y uno de sus principales ideólogos. En 1905 editó el periódico georgiano Sotsial-Demokratia, conocido por sus feroces ataques contra los bolcheviques. En 1906 fue elegido para la primera Duma por la Gobernación de Tiflis y se convirtió en vocero de la facción Socialdemócrata. Tras ser elegido miembro del comité central del partido en el V Congreso de 1907, fue sentenciado a tres meses de prisión en diciembre del año siguiente, por haber sido uno de los signatarios de la «Declaración de Víborg», una protesta contra la disolución de la Duma. 
A mediados de 1912 editó el periódico legal Nashe Slovo («Nuestro Mundo»), con base en Bakú. Colaboró con León Trotski en 1914 en la revista Borba, donde publicó una serie de artículos sobre la cuestión de la nacionalidades.

## Primera Guerra Mundial y periodo revolucionario

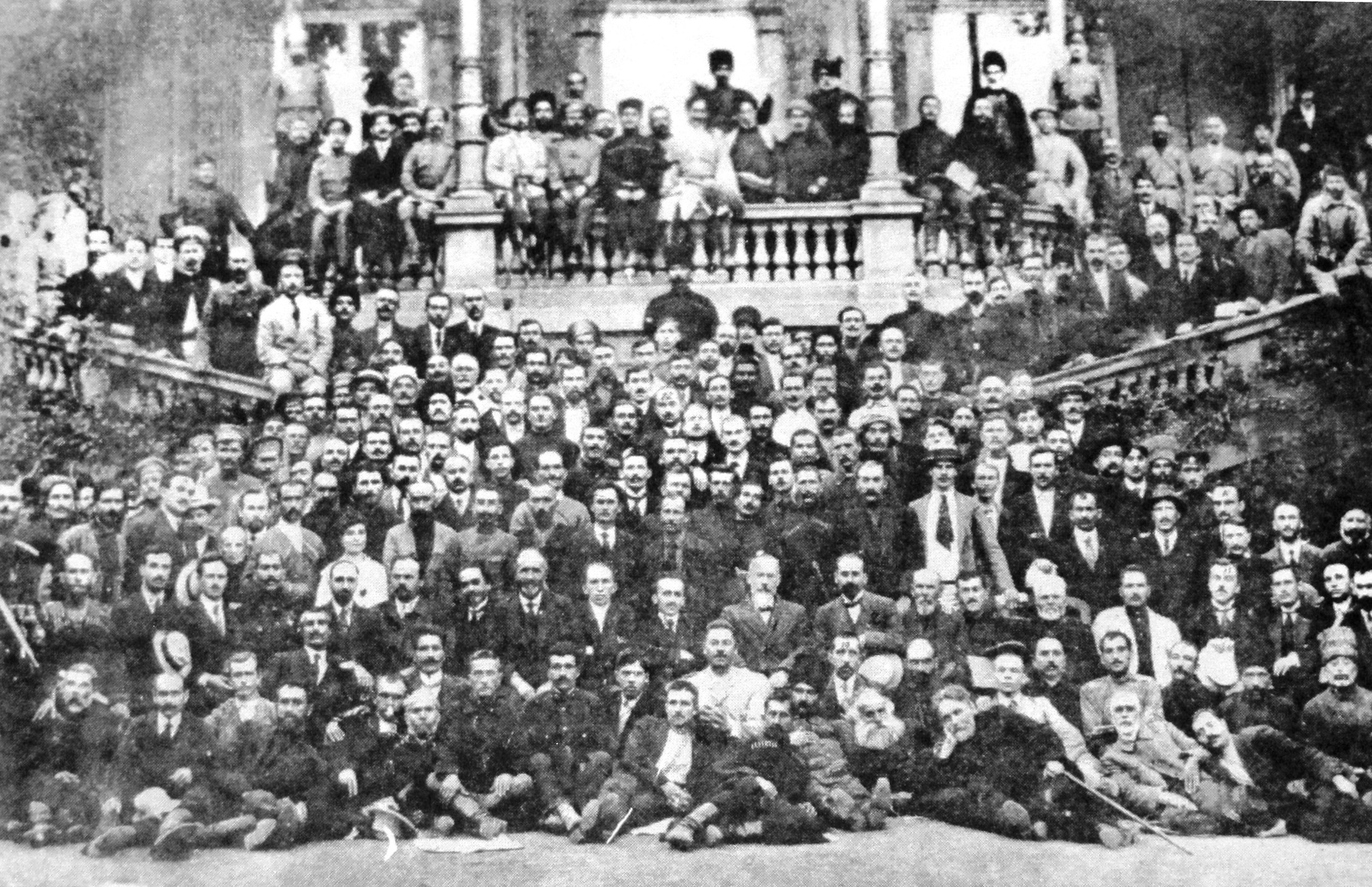
Zhordania, en la tercera fila, con barba blanca, con diputados al consejo caucásico de trabajadores y campesinos a finales de la primavera de 1917, entre ellos otros destacados mencheviques georgianos.

Durante la Primera Guerra Mundial mantuvo una posición defensista. Después de la Revolución de febrero de 1917 dirigió el sóviet de Tiflis y el 6 de marzo de ese año fue elegido comisario del comité ejecutivo. Durante el periodo del Gobierno Provisional Ruso mantuvo su postura defensista pero, a diferencia de otros dirigentes mencheviques, se opuso a la coalición de gobierno social-burguesa, rechazando la entrada de los socialistas en el gabinete. En Georgia, por el contrario, defendió la colaboración de liberales, socialistas y del Ejército como base de la revolución.
Luego, en agosto, fue elegido para el comité central del Partido Obrero Socialdemócrata de Rusia. En la sesión del soviet de 3 de septiembre hizo un discurso llamando a los trabajadores para no sucumbir a los sentimientos bolcheviques, sino luchar por el establecimiento de una república parlamentaria. Se opuso tanto a la continuación de la coalición con los kadetes, defendida por otros notables mencheviques como Fiódor Dan e Irakli Tsereteli incluso tras el golpe de Kornilov, como a la Revolución de Octubre. Propuso, por el contrario, el establecimiento de un Gobierno socialista democrático.
Tras regresar a su país nativo consiguió la jefatura del Presidium del Concejo Nacional de Georgia el 26 de noviembre y desempeñó un papel fundamental en la consolidación del poder menchevique en Georgia.

## Presidencia de Georgia
En abril se creó la República Democrática Federal de Transcaucasia, de corta vida, asediada por el Ejército turco y la formación de la Comuna de Bakú. En mayo de 1918 presidió la sesión del parlamento que declaró la independencia de la República Democrática de Georgia. El 24 de julio de 1918 se convirtió en el jefe de Gobierno de Georgia. Durante sus tres años de gobierno organizó una reforma agraria; adoptó una amplia legislación social y política; y cultivó extensos lazos internacionales, convirtiendo a Georgia en la única nación de Transcaucasia en ganar el reconocimiento de iure de la Rusia Soviética y de las potencias occidentales.
La invasión del Ejército Rojo entre febrero y marzo de 1921 puso fin al gobierno de Zhordania, forzándolo a él y a muchos de su colaboradores a refugiarse en Francia, donde encabezó el Gobierno en el exilio y continuó sus esfuerzos para lograr la oposición internacional a la ocupación soviética y la ayuda extranjera para conseguir la independencia de Georgia hasta su muerte en París.